# Skælingur
Skælingur (duń. Skælling, IPA: skɛaːlɪŋgʊɹ) – wieś na Wyspach Owczych, terytorium zależnym Danii, położonym na Morzu Norweskim. Miejscowość znajduje się na wyspie Streymoy, w gminie Kvívík. 1 stycznia 2016 roku żyło tam 12 osób.

## Położenie
Skælingur leży w centralnej części wschodniego wybrzeża wyspy Streymoy. Położona jest nad wodami cieśniny Vestmannasund, oddzielającej Streymoy od Vágar. Na północ od wsi znajduje się szczyt Sátan (621 m n.p.m.), a na wschodzie Lágafjall (663 m n.p.m.) oraz uznawany dawniej za najwyższy na Wyspach Owczych Skælingsfjall (767 m n.p.m.). Przepływa przez nią kilka niewielkich cieków wodnych.

## Informacje ogólne

### Populacja
Według szacunków na 1 stycznia 2016 roku wieś zamieszkiwana jest przez dwanaście osób. Liczba ludności nie zmieniała się znacząco od roku 1985, osiągając najwyższy poziom w 2012 roku (17 osób), a najniższy w latach 2003–2008 (11 osób). Obecnie populacja Skælingur zmniejsza się. Większość mieszkańców to mężczyźni, jest ich dziewięciu na trzy kobiety. Zarówno osoby w wieku przedprodukcyjnym, jak i poprodukcyjnym stanowią 25% populacji.

### Transport
Do Skælingur wiedzie tylko jedna droga - trasa numer 51 z Leynar. Nie zatrzymuje się w niej autobus komunikacji Strandfaraskip Landsins.

## Historia
Pierwszą wzmiankę o Skælingur można odnaleźć w dokumentach z 1584 roku. W 1704 roku we wsi urodziło się dziecko rodzeństwu, za co dwa lata później oboje rodzice zostali przewiezieni do Tórshavn i ścięci. Była to ostatnia kara śmierci wykonana na Wyspach Owczych. W 1986 Postverk Føroya wydało serię znaczków pocztowych, przedstawiających Skælingur i okolice, autorstwa Ingálvura av Reyni oraz Czesława Słani.